# Алессандро I Піко делла Мірандола
Алессандро I Піко делла Мірандола (італ. Alessandro I Pico della Mirandola; 15 травня 1566 — 2 вересня 1637) — 1-й герцог Мірандоли у 1607—1637 роках.

## Життєпис
Походив з італійського шляхетського роду Піко. Молодший син Людовіко II, сеньйора Мірандоли і графа Конкордія, та його другої дружини графині Фульвії да Корреджо. Народився у Мірандолі 1566 року. Для нього було обрано церквону кар'єру. 1568 року помирає батько, з цього часу виховувався матір'ю. Владу успадковував старший брат принца Галеотто III. Алессандро вивчав гуманітарні дисципліни у Феррарському університеті. Потім, разом із середнім братом Федеріко, вивчав юриспруденцію у Падуанському університеті. З 1592 року Федеріко стає новим сеньйором Мірандолли.
Потім перебував на службі у французького короля Генріха IV, представляючи його інтереси в Римі перед двором папи римського Климента VIII. Намагався 1597 року стати кардиналом, але його родинні зв'зки з династією Есте завадили цьому (в цей час відбувся конфлікт через Феррарське герцогство).
1602 року після раптово смерті брата Федеріко II успадкував родинні володіння. Підтверджений в статусі князя Мірандоли і маркіза Конкордії імператором Рудольфом II Своє правління новий князь і маркграф розпочав з реконструкції княжого палацу та запрошення в Мірандолу відомих живописців, зокрема Санто Перанда. підтвердив давній союз родів Піко і Есте, оженившись на доньці Чезаре, герцога Можени і Реджо.
Провів реформи у цивільній, адміністративній, економічній та церковній сферах. Заснував нотаріальний архів. Прийняв законодавчі акти, що регулювали поведінку державних службовців, насамперед розмір їх винагороди та подарунків, а також право на звільнення. Підписав закони про ступені заподіяної шкоди та хід кримінальних справ. За проектом математика Ніколо Коррадіні розпочав будівництво судноплавного каналу між Мірандолою та Конкордією.
В 1605 за службу Іспанії отримав від короля Філіппа III орден Золотого руна. У 1611 році князь і маркграф запросив у свої володіння єзуїтів та капуцинів. 1612 року підозрювався про участьу змові проти Рануччо I Фарнезе, герцога Парми. За підсумками розслідування в 1612 був обезголовлений Піо Тореллі, граф Монтекьяруголо, а Алессандро I було повністю реабілітовано.
1617 року купив за 100 тис. флоринів в імператора Матвія Габсбурга титул герцога Мірандоли та узаконив (незважаючи на спротив спадкоємців сеньйора Джанфранческо II і моденського герцога Чезаре) незаконнонародженого сина Алессандро I — Галеотто.
У 1619 відкрив Позичковий банк. Їм також було розширено монетний двір у Мірандолі. Він реконструював будівлю семінарії, збудував ораторій Святих Дарів при соборі. Проте не зміг домогтися від Папського претсолу заснування єпископської кафедри у Мірандолі. В 1620 розпочав будівництво церкви Іль-Джезу з будинком єзуїтської колегії. Його економічна політика дозволила Мірандолі спокійно пережити голод 1621 і 1630 роках.
У 1626 року герцог Алесандро I офіційно оголосив сина Галеотто своїм спадкоємцем. 1628 року з початком війни за мантуанську спадщину намагався триматися нейтралітету. Незважаючи на це, в 1629 році імперська армія спустошила сільську місцевість навколо Мірандоли, яка уникла окупації, завдяки втручанню герцога, що заплатив золотом і сімейним сріблом заставу. У цей час у Мірандолі почалася епідемія чуми, яка забрала життя понад 1/3 населення герцогства. Серед померлих від хвороби в 1630 році була дружина, яка майже все їх подружнє життя страждала на психічний розлад. Після завершення епідемії на знак подяки у церкві Святого Франциска герцог збудував каплицю Богоматері Г'ярської. Наприкінці війни Франція запропонувало Алессандро I союз, але він зберіг лояльність до Священної Римської імперії, збільшивши обсяг виплат від імператора в 1636 році.
Раптова смерть спадкоємця Галеоото в червні 1637 потрясла герцога. Через кілька місяців, 1 вересня 1637 року, він оголосив своїм спадкоємцем неповнолітнього онука Алессандро II, призначивши регентську раду. Алессандро I помер наступного дня і був похований поруч із дружиною у церкві Святого Франциска. Його рештки мали перенести до церкви Іль-Джезу, але цього так і не сталося. Спроба Франческо I, герцога Модени і Реджо, приєднати володіння роду Піко після смерті Алессандро I виявилися марними.

## Кулінарія
Був витонченим гурманом. На його кухні служили відомі кухарі того часу: Маттео Беллоні, Вітторіо Ланчеллотті з Камерино і Джанфранческо Ваччеллі.

## Родина
Дружина — Лаура, донька Чезаре д'Есте, герцога Модени і Реджо
Діти:
- Фульвія (1607—1679), дружина Альберіко II Чибо-Маласпіна, герцога Маси і князя Каррари
- Джулія (1611—1647), дружина Франческо Марією Чезі, герцога Чері і Сальче
- Марія (1613—1682), регент герцогства Мірандола
- Катерина (1614 — д/н)

Коханка — Елеонора Сен'ї, феррарська шляхтянка
Діти:
- Галеотто (1603—1637)